# Gobius niger
Il ghiozzo nero (Gobius niger), è un pesce di mare, appartenente alla famiglia dei Gobiidae.

## Distribuzione e habitat
Questa specie è diffusa lungo tutte le coste (e foci fluviali) europee, dal Mar Baltico, all'Atlantico a nord fino alla Norvegia, al Mediterraneo, fino al Mar Nero ed al mar Baltico.

Vive sui fondali scogliosi, sabbiosi o fangosi di acque vicine a riva. È particolarmente comune nei porti data la sua particolare resistenza alle acque inquinate. Essendo una specie fortemente eurialina può vivere anche in acque salmastre ed è comune in foci e lagune.

## Descrizione
Il corpo è tipico dei Gobiidae, allungato, con occhi sporgenti e larga bocca dalle labbra carnose. Si riconosce dai congeneri principalmente per la presenza di scaglie sulla nuca e per le caratteristiche della prima pinna dorsale, allungata e con raggi sporgenti.

La livrea è bruno marmorizzata con macchie scure sui fianchi, estremamente variabile. Il maschio adulto riproduttore è nero intenso. Alcuni maschi in riproduzione non sono neri, si è parlato per questi esemplari di "varietà albescens", di nessun valore tassonomico.

Non supera i 15 cm di lunghezza.

## Biologia
È in grado di sopravvivere per molto tempo in acqua stagnante o con scarsa ossigenazione.

### Alimentazione
Si ciba prevalentemente di crostacei (piccoli granchi e gamberetti), molluschi, vermi marini e larve di pesci.

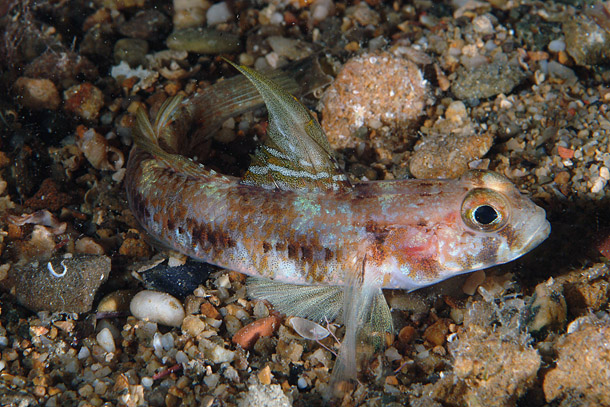
Esemplare maschio della "varietà" albescens

## Pesca
Abbocca con voracità a qualunque esca animale (anche un pezzo di mortadella può andar bene) ma il valore delle sue carni è modesto. Si presta a far parte di ottime fritture.

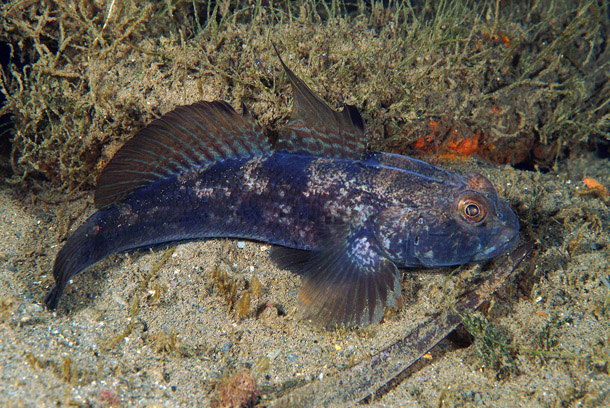
Esemplare maschile

## Acquariofilia
Questo pesce è commercializzato (anche se raramente) per l'allevamento in acquario. Più diffusa la sua presenza negli acquari civici.

## Curiosità
- Fu la prima specie di Gobiidae descritta da Linneo.
- In Toscana ghiozzo è un appellativo che si rivolge a persone di non spiccata intelligenza e prontezza di pensiero, in allusione alla facilità con cui il pesce abbocca ad esche anche grossolane.